# Lopatica
Lopatica (lat. scapula) je plosnata kost ramenog obruča, koja ima oblik trokuta. Lopatica klizi po stražnjoj strani prsnog koša. 

## Strukture
Na lopatici razlikujemo:
- ploštine lopatice:
  - prednju ploštinu (lat. facies costalis)
  - stražnju ploštinu (lat. facies dorsalis)
- rubove lopatice:
  - medijalni rub (lat. margo medialis)
  - lateralni rub (lat. margo lateralis)
  - gornji rub (lat. margo superior)
- kutove lopatice:
  - gornji kut (lat. angulus superior)
  - donji kut (lat. margo inferior)
  - lateralni kut (lat. margo lateralis)

Na lopatici razlikujemo prednju (facies costalis) i stražnju stranu (facies dorsalis).

Prednja strana je blago udubljena te se na njoj nalaze lineae musculares nastale kontrakcijama mišića m.subscapularis.<bt>
Stražnju stranu spina scapulae dijeli na dvije udubine, gornju nazivamo fossa supraspinata a donju koja je veća i manje udubljena, fossa infraspinata.Spina scapulae polazi od medijalnog ruba margo medialis scapulae tvoreći trigonum spinae, pruža se prema lateralno da bi na sredini zadebljala u tuberculum deltoideum (obrati pozornost: funkciju bolje opisuje francuski naziv tj. tubercule du trapeze jer se na tuberculum deltoideum inseriraju vlakna pars ascedens m. trapezii) te nastavlja do angulus acromii te potom zaokrenula prema vretralno i blago kranijalno i konačno završila masivnim akromionom (acromion).Acromion na medijalnoj strani nosi zglobnu površinu za uzglobljavanje s ključnom kosti, facies articularis clavicularis.

Lateralnu površinu lopatice obilježava konkavno zglobno tijelo zgloba ramena, cavitas glenoidalis.Neposredno iznad udubine nalazi se tuberculum supraglenoidale (polazište caput longum m. bicipitis brachii).Nešto dalje,ispod glenoidalne udubine nalazi se tuberculum infraglenoidale (polazište caput longum m. tricipitis brachii).

Cavitas glenoidalis je preko vrata lopatice, collum scapulae povezan s ostatkom lopatice.

Gornju površinu čini margo superior koji se od angulus superior pruža prema lateralno te stvara mali urez incisura scapulae.Lateralnije od ureza nalazi se nastavak u obliku gavranovog kljuna, processus coracoideus koji izlazi prema ventralno a zatim skreće prema lateralno(polazište caput breve m.bicipitis brachii i m. coracobrachialis a hvatište m. pectoralis minor).

## Polazišta i hvatišta
S lopatice polaze (ili se hvataju) sljedeći mišići:
- mali prsni mišić (lat. musculus pectoralis minor) - hvata se za kljunasti nastavak
- kljunastonadlaktični mišić (lat. musculus coracobrachialis) - hvata se za kljunasti nastavak
- kratka glava dvoglavog nadlaktičnog mišića (lat. caput breve musculus biceps brachii) - polazi s kljunastog nastavka
- duga glava dvoglavog nadlaktičnog mišića (lat. caput longus musculus biceps brachii) - polazi s hrapave izbočine (lat. tuberculum supraglenoidale)
- kratka glava troglavog nadlaktičnog mišića (lat. caput breve musculus triceps branchii) - polazi sa hrapave izbočine (lat. tuberculum infragleonidale)
- prednji nazupčani mišić (lat. musculus serratus anterior) - hvata se za medijalni rub
- podlopatični mišić (lat. musculus subscapularis) - polazi iz plitke udubine (fossa subscapularis (lat.)) na prednjoj ploštini lopatice
- nadgrebeni mišić (lat. musculus supraspinatus) - polazi iz gornje udubine lopatice (lat. fossa supraspinata)
- podgrebeni mišić (lat. musculus infraspinatus) - polazi iz donje udubine lopatice (lat. fossa infraspinata)
- mali rombasti mišić (lat. musculus rhomboideus minor) - hvata se za medijalni rub
- veliki rombasti mišić (lat. musculus rhomboideus major) - hvata se za medijalni rub
- mišić podizač lopatice (lat. musculus levator scapulae) - hvata se za medijalni rub
- mali obli mišić (lat. musculus teres minor) - hvata se za lateralni rub
- veliki obli mišić (lat. musculus teres major) - hvata se za lateralni rub
- trapezni mišić (lat. musculus trapezius) - hvata se za greben lopatice (lat. spina scapulae)
- deltoidni mišić (lat. musculus deltoideus) - polazi s grebena lopatice (lat. spina scapulae)
- ramenopodjezični mišić (lat. musculus omohyoideus) - polazi s gornjeg ruba
- najširi leđni mišić (lat. musculus latissimus dorsi) - polazi s donjeg ugla (nekoliko vlakana)